# La Mission de Sennar
La Mission de Sennar (titre original : La missione di Sennar) est un roman de fantasy écrit par Licia Troisi et publié en 2004. Il constitue le deuxième tome de la trilogie des Chroniques du monde émergé. Il a été traduit en français par Agathe Sanz et publié  aux éditions Pocket Jeunesse en 2009.

## Résumé
Convaincu que le Monde Émergé ne peut plus résister seul aux armées du tyran, Sennar le magicien supplie le Conseil des Mages de le laisser partir à la recherche du Monde Submergé. Là, il pourra obtenir l’aide de ses habitants. Or, ce continent a rompu tout contact avec le Monde Émergé depuis plus d’un siècle. Et Sennar ne dispose pour s’y rendre que d’une ancienne carte à demi effacée par le temps… De son côté Nihal, la jeune guerrière aux cheveux bleus, poursuit son apprentissage de chevalier du dragon. Mais le souvenir de Sennar, qu’elle a blessé au visage lors de leur dernière entrevue, la hante douloureusement…